# 月刊レコンキスタ
『月刊レコンキスタ』（げっかんレコンキスタ）とは、民族派の機関紙。一水会の出版部門「レコンキスタ編集部」より月刊で発行されている。原則、毎月初めの1日に発行。2025年（令和7年）3月現在は既に550号を超え、発刊中。公称3000部を数え、北海道から沖縄まで、また海外にも購読者を抱えている。2012年（平成24年）9月には、東京・アルカディア市ケ谷で発行400号記念大会を催す。購読者は政・官・財界、学者、同憂同志、マスコミ等多岐に亘り、全国に配布された。2024年（令和6年）5月、日比谷の日本プレスセンターで一水会50周年大会を開き、現職国会議員多数、元首相、閣僚、在京外交団等、全国より500名が集まり、祝った。

## 概要
一水会の活動を発信する機関紙。
題名は、スペインのイベリア半島で行われた失地回復運動のレコンキスタに由来。一水会としては、戦後の日本社会で失われた国柄・国家主権を取り戻す活動として位置づけて機関紙の名称として使用。
1975年（昭和50年）8月1日創刊。基本的に月刊紙として毎月発行され、約50年にわたり発行が続いている。現在の発行部数は約3000部。
長らく紙面はタブロイド判12ページであったが、380号（2011年1月号）よりブランケット判（新聞サイズ）8ページとなる。
世に阿らず、権力に媚びず、右顧左眄せず、孤高に徹することを原則としている。また、独自の取材により世界の民族団体と交流を持ちつつ、日本の独立、自立をめざす編集方針を貫く。
548号（2025年1月号）では、鳩山友紀夫元内閣総理大臣、松下新平衆議院議員、福島伸享衆議院議員、鈴木宗男参議院議員、西田昌司参議院議員ら国会議員のほか、駐日ロシア連邦特命全権大使や駐日セルビア共和国特命全権大使など各国の駐日大使からもメッセージが寄稿された。

## 連載記事
毎月折々の問題を鋭角的に捉える記事を掲載している。
- 代表活動日誌（木村三浩）
- 平成文化大革命（鈴木邦男）
- 清水信次の宰相論
- 永田町こぼればなし（新橋六郎）
- 美しい日本の家族（池内ひろ美）
- 小山博史の苦言・直言（小山博史）
- 神社本庁再生への道（藤原登）
- 川瀬善業 愛国の人生（川瀬善業）
- 永田町往来（安積明子）
- 石井至の世界放浪記（石井至）
- 一水会フォーラム講演録他

## 書籍
- レコンキスタ縮刷版（創刊号から100号まで収録）
- レコンキスタ縮刷版2（101号から200号まで収録）
- せめぎあう言霊 一水会フォーラム講演録
- せめぎあう言霊2 一水会フォーラム講演録